# Immunet
Immunet（イミュネット）は、 無償、クラウドベースでコミュニティ主導型のアンチウイルスソフトウェアであり、ClamAV及び独自のウイルス検出エンジンを用いている。このソフトウェアは、既存のアンチウイルスソフトウェアと相補的に機能する。2011年1月5日には、ImmunetはSourcefireにより買収されたことが広報された。
このアプリケーションは無料で、高速かつ脅威に対する最新の保護を提供することを謳っている。ウイルス定義ファイルは個々のコンピューターではなく、クラウドに保管されており、そのため更新のダウンロードは必要ない。 一度誰かのコンピューターでウイルスを検知し、遮断すれば、他のすべてのImmunetユーザーはほぼ瞬時に同じ保護を受けられる。このソフトウェアは個々のユーザーに簡単にウイルス定義を作成できるようにすることで知られている。

## 製品
Immunetは従来Sourcefire二つのエディションで以て提供されていた。一つは、Free（個人利用のみ）で、もう一つはPlus（商用目的）であった。2014年6月10日には、商用版は提供中止となったが、Cisco（Sourcefireを買収した）が無償版のサポートを継続している。
2014年現在のVersion 3.0では、Immunet Freeはクラウドに存在するウイルス定義に基づく保護、及び、インターネットに接続されていないときには、ClamAVオフラインウイルス定義をオプションとして使用する保護を提供している。ImmunetはFree版は他のウイルス対策ソフトウェアと共に利用することを勧めており、正常に共存インストールでき、通常の作業時において、明らかな干渉やリソースの食い合いをせず協調して機能するという意味において、特定のウイルス対策ソフトウェアをサポートしている。これはImmunetとその他の現代的なウイルス対策ソフトウェアとの顕著な差である。

## 有効性
独立したテストが行われた一方で、PCMagは 2010年に、その有効性について公平な立場から評価した。
Immunetのウイルス定義はインターネット上の利用可能なサーバーに保管しており、メモリーやシステムリソースを他のウイルス対策ソフトウェアと比較してあまり消費しない。クラウド保護は優れた保護と検出能力で知られる一方、オフライン保護はとりたてて良いものではない。全体的に、Free版の有効性は平均レベルである。つまり、PCMagはユーザーがFree版を単独で利用するよりも寧ろ追加の保護として利用することを推奨したのである。
Windows 8.1及びWindows 10のアクションセンターにおいては、Immunet 3.xのような古いバージョンはウイルス対策のみを提供し、スパイウェアやその他の望ましくないソフトウェアの保護を提供しないと表示される。